# Quisquey, San Pedro de Macorís
Quisqueya är en kommun i Dominikanska republiken.   Den ligger i provinsen San Pedro de Macorís, i den östra delen av landet, 60 km öster om huvudstaden Santo Domingo. Antalet invånare i kommunen är cirka 19 000.
Terrängen runt Quisqueya är mycket platt. Närmaste större samhälle är San Pedro de Macorís, 15,6 km sydost om Quisqueya. Omgivningarna runt Quisqueya är en mosaik av jordbruksmark och naturlig växtlighet.